# Viễn Vọng Kính (chòm sao)
Chòm sao Viễn Vọng Kính 遠望鏡, (tiếng La Tinh: Telescopium) là một trong 88 chòm sao hiện đại, mang hình ảnh kính viễn vọng.
Chòm sao này có diện tích 252 độ vuông, nằm trên thiên cầu nam, chiếm vị trí thứ 57 trong danh sách các chòm sao theo diện tích.
Chòm sao Viễn Vọng Kính nằm kề các chòm sao Thiên Đàn, Nam Miện, Ấn Đệ An, Hiển Vi Kính, Khổng Tước, Nhân Mã.

## Thiên thể
Các thiên thể đáng quan tâm
- Cụm sao cầu NGC 6584
- Sao RR Tel là một sao biến đổi đặc biệt. Trong vòng 13 tháng trước năm 1945, cấp sao biểu kiến của RR Tel dao động giữa 12,5 và 15m. Sau khi bùng sáng thành tân tinh vào năm 1945, cấp sao biểu kiến của nó đặt đến 6,5m và năm năm sau, cấp sao của nó lại trở lại giá trị trước đó. Có thể đấy là hệ sao đôi, với sao lớn hơn của hệ là sao khổng lồ đỏ, sao đồng hành bay quanh đã bùng nổ thành tân tinh, vì thế chu kì biến đổi cấp sao của nó có giá trị như trước năm 1945.